# Nhật thực 8 tháng 4, 2024
| ←14 tháng 10, 2023 | 2 tháng 10, 2024 → |
| ------------------ | ------------------ |

Nhật thực toàn phần diễn ra tại điểm nút lên của Mặt Trăng vào ngày 8 tháng 4 năm 2024, và có thể quan sát thấy trên khắp Bắc Mỹ. Một số phương tiện truyền thông gọi đây là Great North American Eclipse (hay Great American Total Solar Eclipse và Great American Eclipse). Nhật thực xảy ra khi Mặt Trăng đi qua giữa Trái Đất và Mặt Trời, do đó che khuất hình ảnh của Mặt Trời đối với người xem trên Trái Đất. Nhật thực toàn phần xảy ra khi đường kính biểu kiến của Mặt Trăng lớn hơn Mặt Trời, lúc này Mặt Trăng sẽ chặn tất cả ánh sáng trực tiếp từ Mặt Trời, biến ban ngày trở thành một màn đêm. Hiện tượng nhật thực toàn phần này chỉ xảy ra trong một đường hẹp trên bề mặt Trái Đất, còn nhật thực một phần có thể được nhìn thấy ở một vùng lớn hơn rộng hàng nghìn km xung quanh.

## Hình ảnh

Đường đi mô phỏng

- Tập tin:Totality - April 2024 Eclipse New Hampshire.jpg

## Các nhật thực khác

### 2021 - 2025
Mỗi một lượt trong chuỗi chu kỳ nhật thực lặp lại sau khoảng 177 ngày và 4 giờ (một chu kỳ) tại các giao điểm xen kẽ của quỹ đạo Mặt Trăng.
| Nhật thực từ năm 2022 đến 2025 | Nhật thực từ năm 2022 đến 2025 | Nhật thực từ năm 2022 đến 2025 | Nhật thực từ năm 2022 đến 2025 | Nhật thực từ năm 2022 đến 2025 | Nhật thực từ năm 2022 đến 2025 |
| ------------------------------ | ------------------------------ | ------------------------------ | ------------------------------ | ------------------------------ | ------------------------------ |
| Điểm nút giảm                  | Điểm nút giảm                  |                                | Điểm nút tăng                  | Điểm nút tăng                  |                                |
| 119                            | 30 tháng 4, 2022 Một phần      | 124                            | 25 tháng 10, 2022 Một phần     |                                |                                |
| 129                            | 20 tháng 4, 2023 Hybrid        | 134                            | 14 tháng 10, 2023 Hình khuyên  |                                |                                |
| 139                            | 8 tháng 4, 2024 Toàn phần      | 144                            | 2 tháng 10, 2024 Hình khuyên   |                                |                                |
| 149                            | 29 tháng 3, 2025 Một phần      | 154                            | 21 tháng 9, 2025 Một phần      |                                |                                |